# Hesdigneul-lès-Béthune
Hesdigneul-lès-Béthune è un comune francese di 826 abitanti situato nel dipartimento del Passo di Calais nella regione dell'Alta Francia.

## Società

### Evoluzione demografica
Abitanti censiti